# 草叶耳蕨
草叶耳蕨（学名：Polystichum herbaceum）为鳞毛蕨科耳蕨属下的一个种。

## 扩展阅读
維基物種上的相關：草叶耳蕨